# Semiothisa lataria
Semiothisa lataria är en fjärilsart som beskrevs av Walker 1861. Semiothisa lataria ingår i släktet Semiothisa och familjen mätare. Inga underarter finns listade i Catalogue of Life.